# Heliocopris faunus
Heliocopris faunus là một loài bọ cánh cứng trong họ Bọ hung (Scarabaeidae).